# Grand Prix Hassan II 2018 - Qualificazioni singolare
Le qualificazioni del singolare del Grand Prix Hassan II 2018 sono state un torneo di tennis preliminare per accedere alla fase finale della manifestazione. I vincitori dell'ultimo turno sono entrati di diritto nel tabellone principale. In caso di ritiro di uno o più giocatori aventi diritto a questi sono subentrati i lucky loser, ossia i giocatori che hanno perso nell'ultimo turno ma che avevano una classifica più alta rispetto agli altri partecipanti che avevano comunque perso nel turno finale.

## Teste di serie
1. Il'ja Ivaška (ultimo turno, lucky loser)
2. Alex de Minaur (ultimo turno)
3. Calvin Hemery (qualificato)
4. Corentin Moutet (primo turno)

1. Aleksej Vatutin (qualificato)
2. Tommy Robredo (ultimo turno)
3. Salvatore Caruso (primo turno)
4. Ernests Gulbis (primo turno)

## Qualificati
1. Pedro Martínez
2. Aleksej Vatutin

1. Calvin Hemery
2. Andrea Arnaboldi

### Lucky loser
1. Il'ja Ivaška

## Tabellone

### Legenda
| - Q = Qualificato - WC = Wild card - LL = Lucky loser | - ALT = Alternate - SE = Special Exempt - PR = Protected Ranking | - w/o = Walkover - r = Ritirato - d = Squalificato |

### Sezione 1
|  | Primo turno | Primo turno    | Primo turno  | Primo turno | Primo turno |  |  | Ultimo turno | Ultimo turno   | Ultimo turno   | Ultimo turno | Ultimo turno |  |
|  |             |                |              |             |             |  |  |              |                |                |              |              |  |
|  | 1           | Il'ja Ivaška   | Il'ja Ivaška | 6           | 6           |  |  |              |                |                |              |              |  |
|  | WC          | Ismail Saadi   | Ismail Saadi | 1           | 0           |  |  | 1            | Il'ja Ivaška   | Il'ja Ivaška   | 5            | 5            |  |
|  |             | Pedro Martínez | 6            | 1           | 6           |  |  |              | Pedro Martínez | Pedro Martínez | 7            | 7            |  |
|  | 8           | Ernests Gulbis | 2            | 6           | 3           |  |  |              |                |                |              |              |  |

### Sezione 2
|  | Primo turno | Primo turno          | Primo turno         | Primo turno | Primo turno |  |  | Ultimo turno | Ultimo turno    | Ultimo turno | Ultimo turno | Ultimo turno |  |
|  |             |                      |                     |             |             |  |  |              |                 |              |              |              |  |
|  | 2           | Alex de Minaur       | 62                  | 7           | 3           |  |  |              |                 |              |              |              |  |
|  | WC          | Geoffrey Blancaneaux | 7                   | 5           | 0r          |  |  | 2            | Alex de Minaur  | 4            | 6            | 4            |  |
|  |             | Enrique López Pérez  | Enrique López Pérez | 3           | 2           |  |  | 5            | Aleksej Vatutin | 6            | 4            | 6            |  |
|  | 5           | Aleksej Vatutin      | Aleksej Vatutin     | 6           | 6           |  |  |              |                 |              |              |              |  |

### Sezione 3
|  | Primo turno | Primo turno     | Primo turno     | Primo turno | Primo turno |  |  | Ultimo turno | Ultimo turno  | Ultimo turno | Ultimo turno | Ultimo turno |  |
|  |             |                 |                 |             |             |  |  |              |               |              |              |              |  |
|  | 3           | Calvin Hemery   | Calvin Hemery   | 6           | 6           |  |  |              |               |              |              |              |  |
|  |             | Jahor Herasimaŭ | Jahor Herasimaŭ | 4           | 2           |  |  | 3            | Calvin Hemery | 6            | 4            | 6            |  |
|  |             | Vincent Millot  | Vincent Millot  | 0           | 2           |  |  | 6            | Tommy Robredo | 2            | 6            | 2            |  |
|  | 6           | Tommy Robredo   | Tommy Robredo   | 6           | 6           |  |  |              |               |              |              |              |  |

### Sezione 4
|  | Primo turno | Primo turno      | Primo turno     | Primo turno | Primo turno |  |  | Ultimo turno | Ultimo turno     | Ultimo turno | Ultimo turno | Ultimo turno |  |
|  |             |                  |                 |             |             |  |  |              |                  |              |              |              |  |
|  | 4           | Corentin Moutet  | Corentin Moutet | 3           | 5           |  |  |              |                  |              |              |              |  |
|  |             | Noah Rubin       | Noah Rubin      | 6           | 7           |  |  |              | Noah Rubin       | 3            | 6            | 3            |  |
|  |             | Andrea Arnaboldi | 4               | 7           | 6           |  |  |              | Andrea Arnaboldi | 6            | 3            | 6            |  |
|  | 7           | Salvatore Caruso | 6               | 5           | 1           |  |  |              |                  |              |              |              |  |